# 보스틱
보스틱(Bostik)은 프랑스 콜롱브에 본사를 둔 접착제 및 밀봉 제품을 생산하는 프랑스 제조업체이다. 이 회사는 건설, 산업 및 소비자 시장을 위한 특수 접착제 및 실런트를 개발, 제조 및 유통한다. 연간 매출이 21억 유로인 이 회사는 6,000명의 직원을 고용하고 있으며, 40개국 이상에 지사를 두고 있다. 2015년 아케마(Arkema)가 인수하여 현재 보스틱은 아케마의 자회사이다.

## 역사
1889년 매사추세츠주 첼시에서 가죽 색소 및 염료 생산업체인 보스턴 블래킹사(Boston Blacking Company)가 설립되었다. 이 회사는 신발 제조 산업의 미국 리더인 USM(United Shoe Machinery)의 화학 지사가 되었으며, 합병, 인수 및 유기적 성장을 통해 여러 국가에서 성장했다.
1920년대 후반까지 보스턴 브래킹사는 3개 대륙에 걸쳐 12개국에 설립되었으며, 1,000명 이상의 화학자와 기술자를 고용했다. 이미 1940년대에 보스틱 브랜드로 많은 제품이 출시되었으며, 1960년대에 회사 이름으로 보스틱을 사용했다.
1980년에 보스틱은 코네티컷 그룹 엠하트사(Emhart Corporation)에 인수되었으며, 9년 후 블랙앤데커(Black & Decker)에 인수되었다. 블랙앤데커는 그룹의 기계적 및 화학적 활동을 분리하여 보스틱을 단독 문제로 남겼다.
1990년 프랑스의 석유 및 가스 그룹 토탈(Total)이 보스틱을 인수하고, 자체 접착 계열사를 합병했다.
2000년에 토탈피나(Totalfina)와 엘프 어퀴테인(Elf Aquitaine)이 합병하여 토털피나엘프(TotalFinaElf)를 형성하고 이후에 토탈(Total)로 이름이 변경되었다. 각각의 접착제 사업부인 보스틱과 아토핀들리(Atofindley)가 합쳐져 보스틱 핀들리가 탄생했으며, 이후 2004년에 이름을 다시 보스틱으로 환원했다.
2013년 보스틱은 보스틱의 접착제 사업과 과학 기반 연결을 통해 자연에서 영감을 받은 새로운 시그니처 "스마트 접착제"와 게코로 브랜드 아이덴티티를 재검토 했다. 2015년, 특수 화학 및 고성능 소재 분야에서 선도적인 위치를 차지하고 있는 글로벌 화학 전공인 아케마(Arkema)가 보스틱을 인수했다.

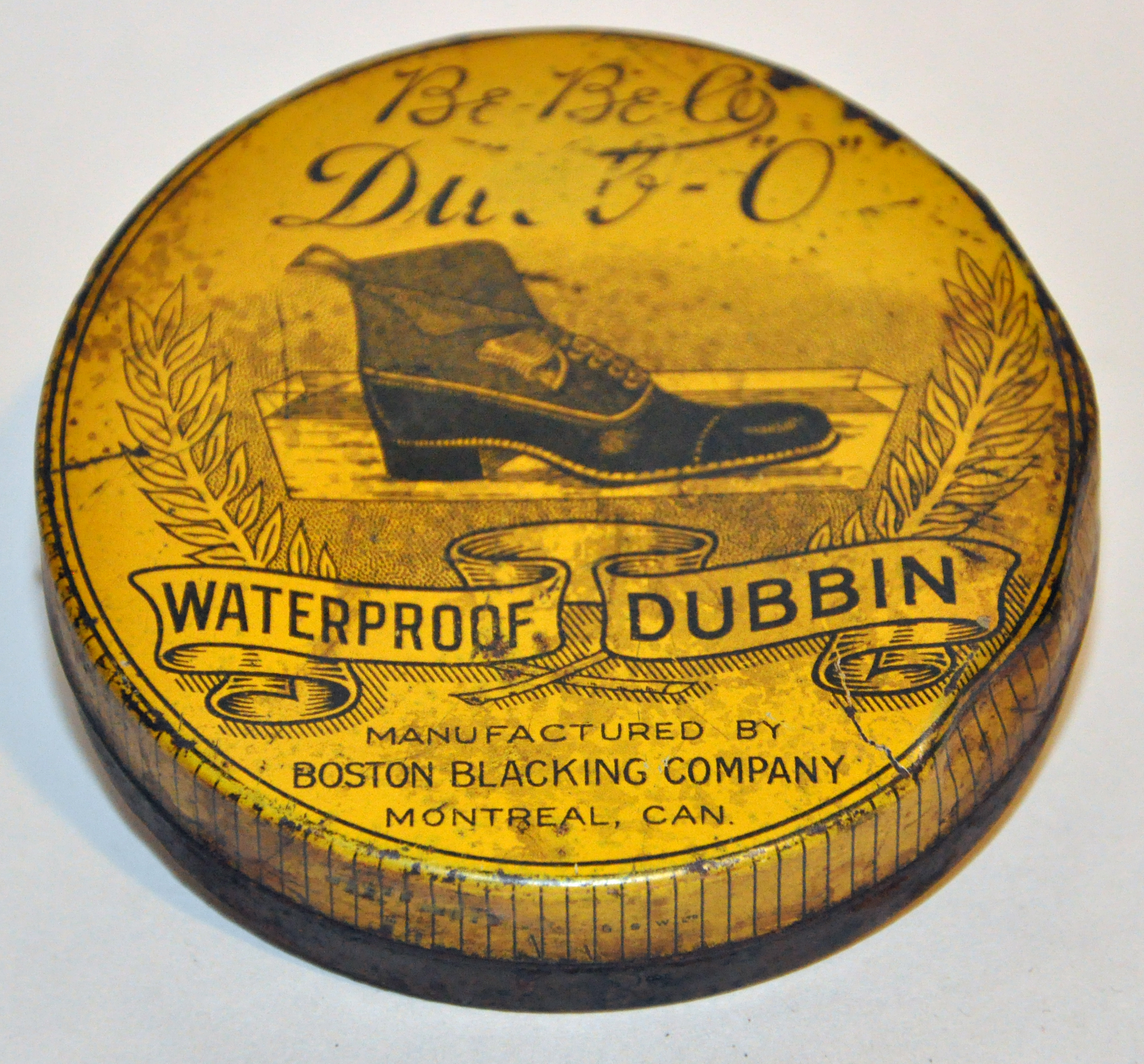
20세기 초 보스턴 블랙킹에서 Be-Be-Co 산하에 Dubb-O라는 브랜드 이름을 가진 피혁용 크림 캔

## 본사 건물
1937년 보스턴 블래킹은 매사추세츠주 캠브리지에 스트림라인 마던(Streamline Moderne) 본부 건물을 지었고, "BB CHEMICAL"이라는 표지판이 붙어 있으며, 1966년까지 사용했다. 이 건물은 1982년부터 국가 사적지로 등재되었다.

## 제품

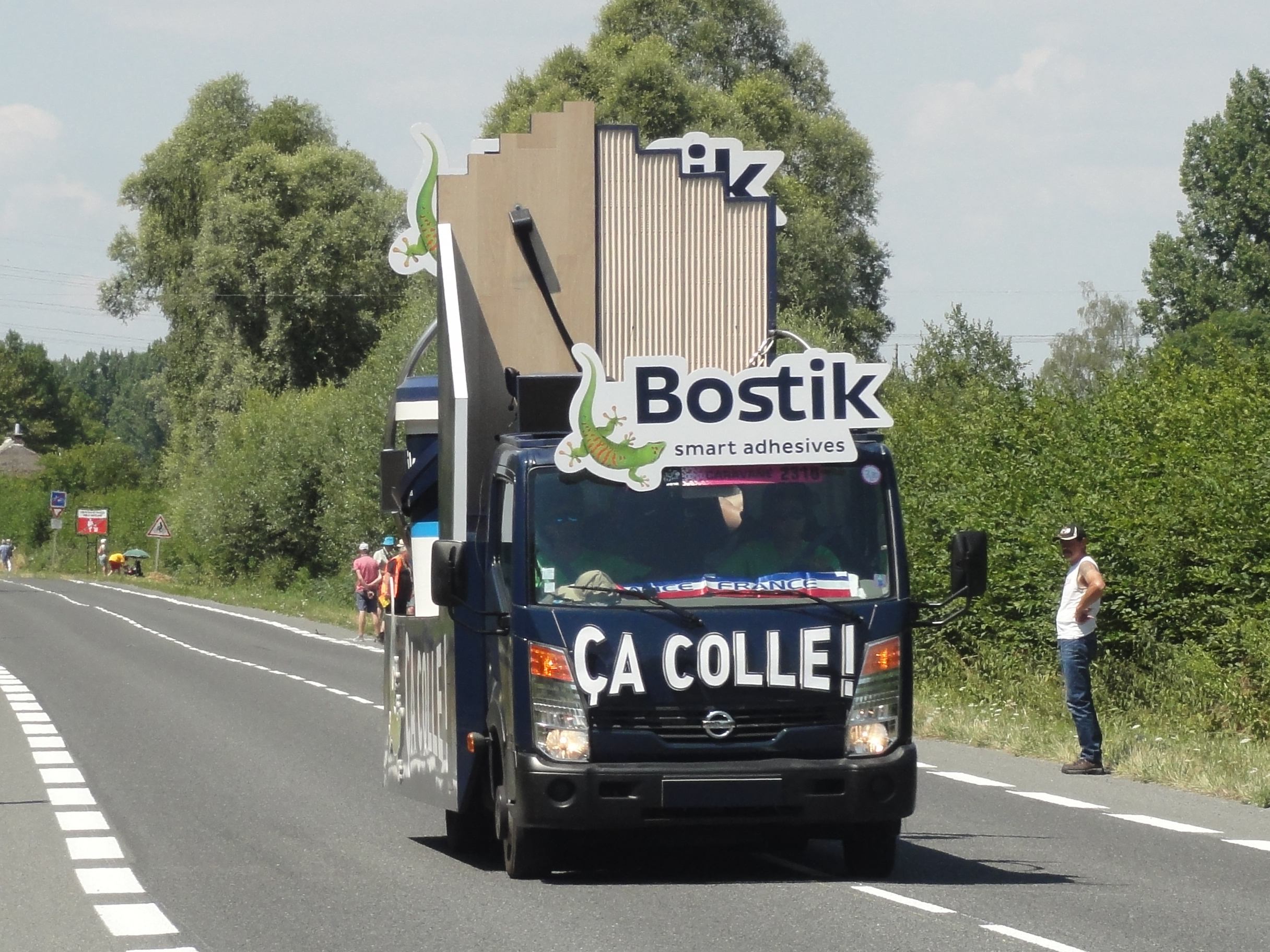
뚜르드프랑스의 보스틱 광고 차량

보스틱은 세계 4대 접착제 및 실런트 생산업체 중 하나이다. 보스틱은 50개국 5개 대륙에서 5,000명 이상의 직원을 고용하고 있다.
보스틱은 산업 시장에서 잘 알려진 이름을 가지고 있다. 산업/부직포, 건설 및 유통, 고성능 폴리머와 같은 일부 사업부가 있다. 브랜드에는 보스틱, Blu Tack , Prestik , Sader, Quelyd, Simson, Evo-Stik, Alliance, Ardal, Cementone, Mem, Technik, Hey'Di, SB Mercier, Chem-Calk, Hydroment, Durabond, Anchor Weld, Clag, Gripfill, Flexacryl 및 Aquamac 웨더밴드 등이 있다.
산업적 수준에서 보스틱 제품은 항공, 가전제품, 자동차, 운송 및 건설을 포함한 많은 분야에서 사용된다.
보스틱 제품은 포장 산업과 고급 포장, 조립 부문 및 일회용 위생 제품에도 사용된다.
보스틱은 또한 DIY 및 취미(Blu Tack 포함)를 위한 다양한 접착제 및 접착제, 문구 및 장인과 함께 준비, 조립 및 수리 제품을 제공하는 일반 대중을 대상으로 한다.

## 수상
두 가지 제품이 전문가와 일반 대중의 승인을 받았다.
- Brilliance: 탄성체 고정용 최초의 고성능 올레핀 접착제, 특허 제형. 2018년, 보스틱은 Brilliance™의 혁신에 기여한 공로로 ASC(Adhesives and Sealant Council) 트로피를 수상했다.
- Fix & Flash: LED 광선과 접촉하여 건조되는 접합 기술. Fix & Flash는 "수리용 접착제" 카테고리에서 " 2019년 올해의 제품"으로 선정되었다.